# مسائل زیست‌محیطی در اتحادیه اروپا
مسائل زیست‌محیطی در اتحادیهٔ اروپا شامل چالش‌هایی است که هم از سوی خود اتحادیه و هم از طرف کشورهای عضو آن شناسایی شده‌اند. اتحادیهٔ اروپا برای رسیدگی به این مسائل، دارای نهادهای فدرال متعددی است که سیاست‌گذاری‌ها و اقدامات عملی زیست‌محیطی را در سراسر کشورهای عضو تدوین و هماهنگ می‌کنند.

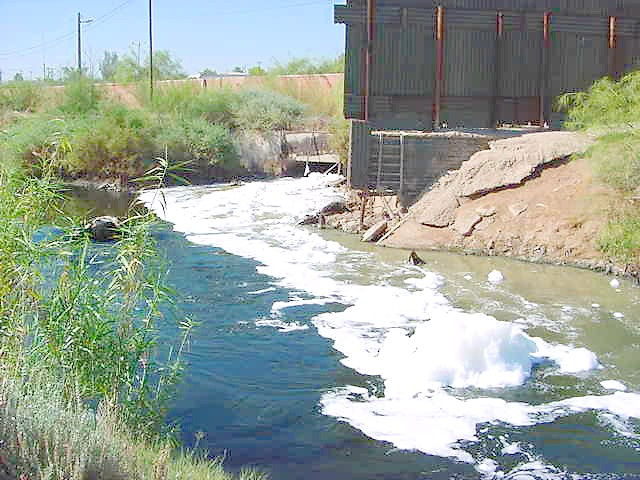
مسائل زیست‌محیطی

## مسائل

### آلودگی هوا
بر پایهٔ گزارشی از آژانس محیط‌زیست اروپا، حمل‌ونقل جاده‌ای همچنان بزرگ‌ترین منبع آلودگی هوا در اروپا به‌شمار می‌رود.
این گزارش نشان می‌دهد که وسایل نقلیه موتوری به‌ویژه خودروهای سواری، کامیون‌ها و اتوبوس‌ها بیشترین سهم را در انتشار آلاینده‌هایی مانند نیتروژن دی‌اکسید، ذرات معلق (PM)، و ازن سطح پایین دارند. این آلاینده‌ها نه‌تنها کیفیت هوا را کاهش می‌دهند، بلکه تأثیرات منفی قابل‌توجهی بر سلامت انسان و اکوسیستم‌ها دارند.
سقف انتشار ملی (NEC) برای برخی از آلاینده‌های جوی توسط دستورالعمل NECD 2001/81/EC (NECD) تنظیم می‌شود. به‌عنوان بخشی از اقدامات مقدماتی مرتبط با بازنگری دستورالعمل سقف‌های ملی انتشار (NECD)، کمیسیون اروپا از گروه کاری NECPI (یعنی: سقف‌های ملی انتشار – ابزارهای سیاستی یاری می‌گیرد.
این گروه کاری، بستری فنی و تخصصی‌ست برای بررسی سازوکارهای سیاست‌گذاری مؤثر جهت کاهش آلاینده‌های جوی خاص در کشورهای عضو اتحادیهٔ اروپا و بخشی کلیدی از فرایند به‌روزرسانی مقررات زیست‌محیطی در چارچوب اتحادیه به‌شمار می‌رود.
به‌عنوان بخشی از اقدامات مقدماتی مرتبط با بازنگری دستورالعمل سقف‌های ملی انتشار (NECD)، کمیسیون اروپا از گروه کاری NECPI (یعنی: سقف‌های ملی انتشار – ابزارهای سیاستی) یاری می‌گیرد.
این گروه کاری، بستری فنی و تخصصی‌ست برای بررسی سازوکارهای سیاست‌گذاری مؤثر جهت کاهش آلاینده‌های جوی خاص در کشورهای عضو اتحادیهٔ اروپا—و بخشی کلیدی از فرایند به‌روزرسانی مقررات زیست‌محیطی در چارچوب اتحادیه به‌شمار می‌رود.
به دنبال حکم مهمی که در ژوئیه ۲۰۰۹ از سوی دیوان دادگستری اروپا (ECJ) صادر شد، شهروندان می‌توانند شوراهای محلی خود را مجبور به مقابله با آلودگی هوا کنند.
در جریان بررسی‌های مربوط به اجرای دستورالعمل کیفیت هوای اتحادیه اروپا مصوب ۱۹۹۶** (Council Directive 96/62/EC)، شهروندی به‌نام دیتر یانچِک از شهر مونیخ شکایتی را مطرح کرد. او استدلال کرد که براساس این دستورالعمل، مقامات شهری مونیخ موظف بوده‌اند برای جلوگیری از فراتر رفتن سطح آلودگی از حدود مجاز، دست به اقدام بزنند.
او پرونده‌اش را به دیوان دادگستری اتحادیهٔ اروپا (ECJ) برد و نتیجه این شد که:
شهروندان اروپایی حق دارند از مقامات محلی خود درخواست برنامه‌های عملیاتی برای بهبود کیفیت هوا را داشته باشند، به‌ویژه در مواقعی که خطر عبور از حدود تعیین‌شدهٔ اتحادیه وجود دارد. جانسک سپس پرونده خود را به دیوان دادگستری اروپا برد، که قضات آن گفتند شهروندان اروپایی حق دارند در شرایطی که خطر فراتر رفتن از محدودیت‌های اتحادیه اروپا وجود دارد، از مقامات محلی برنامه‌های عملیاتی کیفیت هوا را درخواست کنند.

#### قانونگذاری
از اواخر دههٔ ۱۹۷۰، اتحادیهٔ اروپا (EU) سیاست‌هایی را با هدف توسعه و اجرای تدابیر مؤثر برای بهبود کیفیت هوا در سراسر اتحادیه در پیش گرفت. بخشی از این هدف‌ها شامل کنترل انتشار آلاینده‌ها از منابع متحرک (مانند خودروها)، *بهبود کیفیت سوخت، و ترویج و ادغام الزامات حفاظت از محیط زیست در بخش‌های حمل‌ونقل و انرژی می‌شود.
نهاد اصلی مشورتی اتحادیه در این زمینه، آژانس محیط‌زیست اروپا (EEA) است. این آژانس در سال ۱۹۹۳، پس از انتخاب شهر کپنهاگ به‌عنوان مقر آن، تأسیس شد و فعالیت رسمی آن از سال ۱۹۹۴ آغاز گشت. مأموریت اصلی EEA این است که به اتحادیه و کشورهای عضو آن کمک کند تا تصمیم‌هایی آگاهانه در راستای بهبود محیط زیست و ادغام ملاحظات زیست‌محیطی در سیاست‌های اقتصادی اتخاذ کنند.
این آژانس همچنین مسئول هماهنگی شبکهٔ اطلاعات و پایش محیط‌زیست اروپا (Eionet) است؛ شبکه‌ای مشارکتی میان کشورهای عضو که شامل حدود ۱۰۰۰ کارشناس و بیش از ۳۵۰ نهاد ملی است. این شبکه از گردآوری، ساماندهی، و توسعهٔ اطلاعات مرتبط با محیط زیست اروپا حمایت می‌کند.

### تغییرات اقلیمی
تغییرات اقلیمی باعث افزایش ۲٫۳ درجهٔ سانتی‌گراد (۴٫۱۴ درجهٔ فارنهایت) دمای قارهٔ اروپا در سال ۲۰۲۲ نسبت به سطح پیشاصنعتی شده است. اروپا سریع‌ترین نرخ گرم‌شدن را در میان قاره‌های جهان دارد. این گرمایش به‌دلیل فعالیت‌های انسانی رخ می‌دهد. کارشناسان بین‌المللی اقلیم هشدار داده‌اند که افزایش دمای جهانی نباید از ۲ درجه فراتر رود، زیرا پیامدهای خطرناک‌تری خواهد داشت؛ بدون کاهش در انتشار گازهای گلخانه‌ای، این وضعیت ممکن است پیش از سال ۲۰۵۰ رخ دهد.
تغییرات اقلیمی تمام مناطق اروپا را تحت تأثیر قرار می‌دهد و شدت و نوع تأثیرات در نقاط مختلف متفاوت است. اثرات آن بر کشورهای اروپایی شامل گرم‌تر شدن هوا و افزایش بسامد و شدت پدیده‌های شدید اقلیمی مانند موج‌های گرما است که با خود خطرات سلامتی و آسیب به اکوسیستم‌ها می‌آورند.
کشورهای اروپایی از جمله انتشاردهندگان اصلی گازهای گلخانه‌ای در سطح جهانی هستند، اگرچه اتحادیهٔ اروپا و دولت‌های چند کشور طرح‌هایی را برای کاهش آثار تغییر اقلیم و گذار انرژی در قرن بیست‌ویکم ارائه کرده‌اند. توافق‌نامهٔ سبز اروپا یکی از این طرح‌هاست.
افکار عمومی نیز دربارهٔ تغییر اقلیم نگران است. در نظرسنجی اقلیمی بانک سرمایه‌گذاری اروپا در سال ۲۰۲۰، ۹۰ درصد اروپاییان معتقد بودند که فرزندان‌شان آثار تغییر اقلیم را در زندگی روزمره تجربه خواهند کرد. در اروپا، فعالیت‌های کنشگری اقلیمی و تغییر رویکرد کسب‌وکارها نیز شکل گرفته‌اند.

## مناطق حفاظت‌شده
مناطق حفاظت‌شدهٔ اتحادیهٔ اروپا، نواحی‌ای هستند که به‌دلیل ارزش زیست‌محیطی، فرهنگی یا تاریخی خود برای کشورهای عضو اتحادیه، نیازمند و/یا مشمول حفاظت ویژه هستند.

## سیاست
سیاست زیست‌محیطی اتحادیهٔ اروپا (EU) در سال ۱۹۷۳ با آغاز برنامه‌ای تحت عنوان «برنامهٔ اقدام زیست‌محیطی» پایه‌گذاری شد. در همین زمان، واحدی تحت عنوان واحد زیست‌محیطی تشکیل شد که در سال ۱۹۸۱ به نام اداره کل محیط‌زیست (Directorate General for the Environment) تغییر یافت.
از آن زمان تاکنون، این سیاست به‌تدریج گسترش یافته و «طی چند دهه، طیف وسیعی از موضوعات گوناگون را دربر گرفته» (به‌نقل از رویترز). بنا بر برآورد مؤسسهٔ سیاست زیست‌محیطی اروپا در سال ۲۰۱۵، «مجموعهٔ قوانین زیست‌محیطی اتحادیهٔ اروپا» شامل بیش از ۵۰۰ دستورالعمل، مقررات و تصمیم بوده است.
طی دهه‌های گذشته، اتحادیهٔ اروپا مجموعه‌ای گسترده از قوانین زیست‌محیطی را وضع کرده که در نتیجهٔ آن، آلودگی هوا، آب و خاک به‌طور قابل‌توجهی کاهش یافته است. قوانین مربوط به مواد شیمیایی نیز به‌روزرسانی شده و استفاده از بسیاری از ترکیبات سمی یا خطرناک محدود گشته است. امروزه، شهروندان اتحادیهٔ اروپا از کیفیت آب آشامیدنی بسیار بالایی برخوردارند.

### انرژی تجدیدپذیر
پیشرفت انرژی تجدیدپذیر در اتحادیهٔ اروپا تحت‌تأثیر بازنگری سال ۲۰۲۳ در دستورالعمل انرژی تجدیدپذیر توسط کمیسیون اروپاست؛ این بازنگری هدف الزام‌آور اتحادیه برای سال ۲۰۳۰ را از ۳۲٪ به حداقل ۴۲٫۵٪ افزایش داد. این دستورالعمل از ۲۰ نوامبر ۲۰۲۳ در تمام کشورهای اتحادیه لازم‌الاجرا شد و با اهداف گسترده‌تر اقلیمی، مانند *کاهش حداقل ۵۵٪ از انتشار گازهای گلخانه‌ای تا سال ۲۰۳۰ و دستیابی به بی‌طرفی اقلیمی تا سال ۲۰۵۰ همسو است. همچنین، راهبرد «انرژی ۲۰۲۰» از اهداف خود فراتر رفت و اتحادیه در سال ۲۰۲۰ به سهم ۲۲٫۱٪ انرژی تجدیدپذیر دست یافت (بالاتر از هدف ۲۰٪).
در سال ۲۰۲۳، بزرگ‌ترین دستهٔ انرژی تجدیدپذیر اروپا زیست‌تودهٔ جامد، مایع و گازی بود که نیمی از مصرف انرژی تجدیدپذیر سال را شامل شد. به‌ویژه، چوب به‌عنوان اصلی‌ترین منبع انرژی تجدیدپذیر در اروپا شناخته شد—بسیار جلوتر از انرژی خورشیدی و بادی. در بخش گرمایش و سرمایش، انرژی‌های تجدیدپذیر ۲۶٫۲٪ از کل مصرف را تأمین کردند (افزایشی ۱۱٫۷ درصدی نسبت به ۲۰۰۴). در حوزهٔ برق، تجدیدپذیرها ۴۵٫۳٪ از مصرف ناخالص را تشکیل دادند: باد ۳۸٫۵٪، آبی ۲۸٫۲٪، خورشیدی ۲۰٫۵٪، زیست‌سوخت‌های جامد ۶٫۲٪، و سایر منابع تجدیدپذیر ۶٫۶٪. در بخش حمل‌ونقل، سهم انرژی تجدیدپذیر به ۱۰٫۸٪ رسید. در نیمهٔ نخست ۲۰۲۴، تولید برق تجدیدپذیر ۵۰٪ از کل برق اتحادیه را تشکیل داد.
در میان کشورهای عضو، سوئد با ۶۶٫۴٪ از کل مصرف انرژی خود از منابع تجدیدپذیر، پیشتاز بود؛ پس از آن فنلاند (۵۰٫۸٪)، دانمارک (۴۴٫۹٪) و لتونی (۴۳٫۲٪) قرار داشتند. در مقابل، لوکزامبورگ با تنها ۱۱٫۶٪ پایین‌ترین سهم را داشت، و پس از آن بلژیک (۱۴٫۷٪)، مالت (۱۵٫۱٪) و ایرلند (۱۵٫۳٪) قرار گرفتند.
دستورالعمل انرژی تجدیدپذیر مصوب ۲۰۰۹ چارچوبی برای تقسیم هدف ۲۰٪ اتحادیه تا سال ۲۰۲۰ میان کشورهای عضو ارائه کرده بود. ترویج استفاده از منابع انرژی تجدیدپذیر برای کاهش وابستگی انرژی اتحادیه و دستیابی به اهداف مقابله با گرمایش زمین اهمیت دارد. این دستورالعمل با در نظر گرفتن شرایط آغازین و ظرفیت‌های متفاوت، اهداف خاصی را برای هر کشور تعیین کرد. این اهداف از ۱۰٪ تا ۴۹٪ متفاوت بودند. ۲۶ کشور عضو موفق به دستیابی به اهداف ملی خود تا سال ۲۰۲۰ شدند؛ تنها استثنا فرانسه بود که با هدف ۲۳٪، تنها به ۱۹٫۱٪ دست یافت. تا سال ۲۰۲۳، ایرلند نیز به زیر هدف ۲۰۲۰ خود سقوط کرده بود..